# Меррі (річка)
Ме́ррі — річка у південно-західній частині Вікторії, Австралія.